# Marianne Grimmenstein

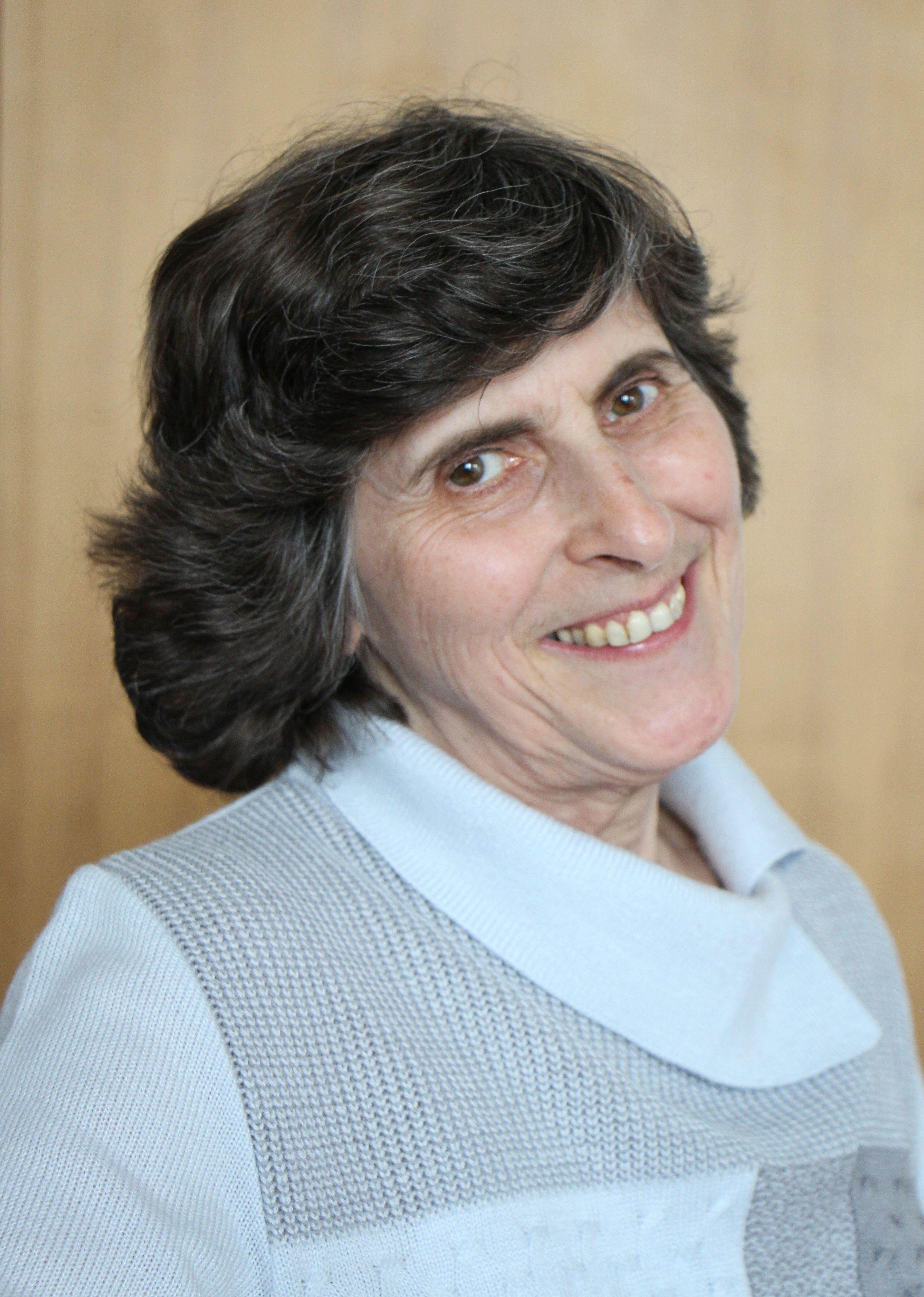
Marianne Grimmenstein

Marianne Grimmenstein (auch Marianne Grimmenstein-Balas; geb. 1946 in Budapest) ist eine in Lüdenscheid lebende deutsche Aktivistin, die 2016 im Zusammenhang mit einer Verfassungsbeschwerde gegen das Freihandelsabkommen Comprehensive Economic and Trade Agreement (CETA) vor dem Bundesverfassungsgericht bekannt wurde.

## Leben und Wirken
Marianne Grimmenstein hatte am Béla-Bartók-Konservatorium in Budapest studiert. Seit 1968 lebt sie in Deutschland und arbeitete als Lehrerin für Block- und Querflöte an der Musikschule der Stadt Lüdenscheid.

### Verfassungsbeschwerden gegen Ceta
Grimmenstein fürchtete, dass in einer „entfesselte(n) Freihandelszone“ die Macht von Unternehmen und Investoren über beispielsweise den Rechten von Arbeitnehmern oder Umweltrechten stehen würde. 2014 reichte sie beim Verfassungsgericht eine zehnseitige Klage gegen Ceta und TTIP ein, die sich vor allem gegen die geplanten Investitionsschutz- und Schiedsgerichtsklauseln richtete. Diese würden gegen Verfassungswerte verstoßen. Die Klage scheiterte jedoch formal, da es noch keinen ratifizierungsfähigen Text des Abkommens gab, auf den sich das Bundesverfassungsgericht hätte beziehen können. Auf der Plattform Change.org startete sie daraufhin eine Online-Petition. Sie mobilisierte 290.000 Unterzeichner der Petition und warb über Crowdfunding 14.000 Euro für eine juristische Unterstützung ein.
Im Jahr 2016 erhob Grimmenstein mit Vollmachtserklärungen von mehr als 68.000 Nebenklägern, vertreten durch Andreas Fisahn, vor dem Bundesverfassungsgericht gegen das Freihandelsabkommen Ceta Verfassungsbeschwerde, die in einigen Medien als „größte Bürgerklage Deutschlands“ bezeichnet wurde. Tatsächlich hatte die Verfassungsbeschwerde der Initiative „Nein zu CETA“, getragen von den Verbänden Foodwatch, Campact und „Mehr Demokratie“, mit ca. 125.000 die größte Anzahl von Beschwerdeführern. Laut Corinna Budras in der Frankfurter Allgemeinen Zeitung hatte Grimmenstein als Erste Klage eingereicht. „Tausende Bürger, mehrere Nichtregierungsorganisationen und die Links-Fraktionen“ seien ihr gefolgt.
Im Oktober 2016 beschloss das Bundesverfassungsgericht in einem Eilverfahren, dass das Freihandelsabkommen Ceta mit Kanada vorläufig in Kraft treten soll, kündigte jedoch an, die Verfassungsbeschwerden zu einem späteren Zeitpunkt ausführlich zu verhandeln. Im März 2022 wurde bekannt, dass das Bundesverfassungsgericht mit Beschluss vom 9. Februar 2022 die Klagen zurückgewiesen hat. Die vorläufige Anwendung des Vertrags seit 2017 verletze keine Grundrechte.

### Rezeption
Obwohl die Verfassungsbeschwerde der NGOs mehr Unterstützer mobilisierte, zeige das Beispiel der Petition von Marianne Grimmenstein, dass „im Vergleich zur Organisationsstärke und den zur Verfügung stehenden Ressourcen, wie das Internet Räume für individuelle Initiativen“ schaffe, so die Kommunikationswissenschaftlerin Kathrin Voss. Joachim Rock führt Grimmenstein als Beispiel dafür an, dass eine solche Klage ohne den digitalen Wandel nicht denkbar gewesen wäre. Die neue Qualität liege nicht nur in der „Mobilisierung von Unterstützern, sondern auch im Wissensmanagement und der Kommunikation“. Laut einer 2021 von der Friedrich-Ebert-Stiftung veröffentlichten Studie von Kathrin Voss zum Thema Online-Petitionen als Partizipationsform der digitalen Zivilgesellschaft sind es nicht mehr die „digital natives“, die sich Online-Partizipationsmöglichkeit zunutze machen. Dabei würden Unterschriftensammlungen und Kampagnenarbeit noch in Teilen auch offline durchgeführt. So habe das Internet für Marianne Grimmensteins Aktivitäten nur eine begrenzte Rolle gespielt. Sie versorge zwar die Unterstützer ihrer Petitionen über die Plattform Change.org regelmäßig mit Updates, aber Social Media oder andere Aktivitäten im Netz habe sie selbst nie betrieben.

### Aktivitäten nach 2016
Nachdem der Eilantrag gegen Ceta 2016 gescheitert war, stellte Grimmenstein eine neue digitale Kampagne auf die Beine für die Einführung nationaler Volksabstimmungen in Deutschland. Sie berief sich dabei auf Verfassungsrechtler und Rechtsprofessoren, die ihre Ansicht teilen würden, und einen Kommentar von Heribert Prantl aus dem Jahr 2012 in der Süddeutschen Zeitung. Auf „Querdenker“-Webseiten kursierte 2021, Grimmenstein habe eine Verfassungsklage gegen die Pandemiemaßnahmen der Bundesregierung eingereicht. Zuspruch erhielt sie von der Partei „dieBasis“. Im Februar 2022 verbreitete sie auf ihrer Website gemeinwohl-lobby.de Verschwörungstheorien der „Querdenker“ und Reichsbürger sowie ein Interview mit Ken Jebsen. Eine sich „Gemeinwohl-Lobby“ nennende Gruppe in Ostbayern bewarb einen Verfassungsentwurf, der laut der Regensburger Zeitung auf „ein antieuropäisches, nationalistisches und politikfeindliches Weltbild“ hinweist. Dabei bezog sich die Gruppe auf Marianne Grimmenstein.

## Veröffentlichungen
- Marianne Grimmenstein (Hrsg.): Quo vadis Deutschland? Was sich ändern muss. Führende Köpfe geben Antworten. Steno-Verlag, München 2008 ISBN 978-954-449-374-5.